# Joniska havet

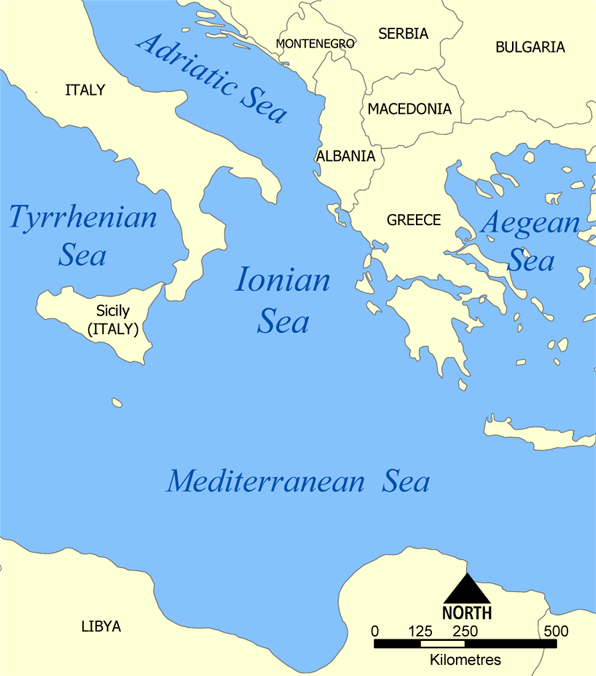
Karta med engelsk text över Joniska havet (Ionian Sea).

Joniska havet (grekiska: Ιόνιο Πέλαγος, Iónio Pélagos; italienska: Mare Ionio; albanska: Deti Jon) är en del av Medelhavet mellan Kalabrien, Albanien och Grekland. I norr övergår Joniska havet i Adriatiska havet vid Otrantosundet och i söder begränsas det av en linje mellan Peloponnesos och Siciliens sydspetsar. Havet är, liksom hela Medelhavet, näringsfattigt. Fisket är ekonomiskt betydelsefullt.
Bland de vikar och bukter som havet bildar är Tarantobukten, Artabukten, Patrasbukten, Korintiska viken och Arkadiabukten de viktigaste. Det största djupet, angett till 5 121 eller 5 267 meter beroende på källa, är Kalypsodjupet i Hellenska graven, i havets östra del; det är även hela Medelhavets djupaste punkt. I öster återfinns även Joniska öarna.
Namnet härstammar sannolikt från de joniska kolonier som under antiken grundades på havets öar och kuster.

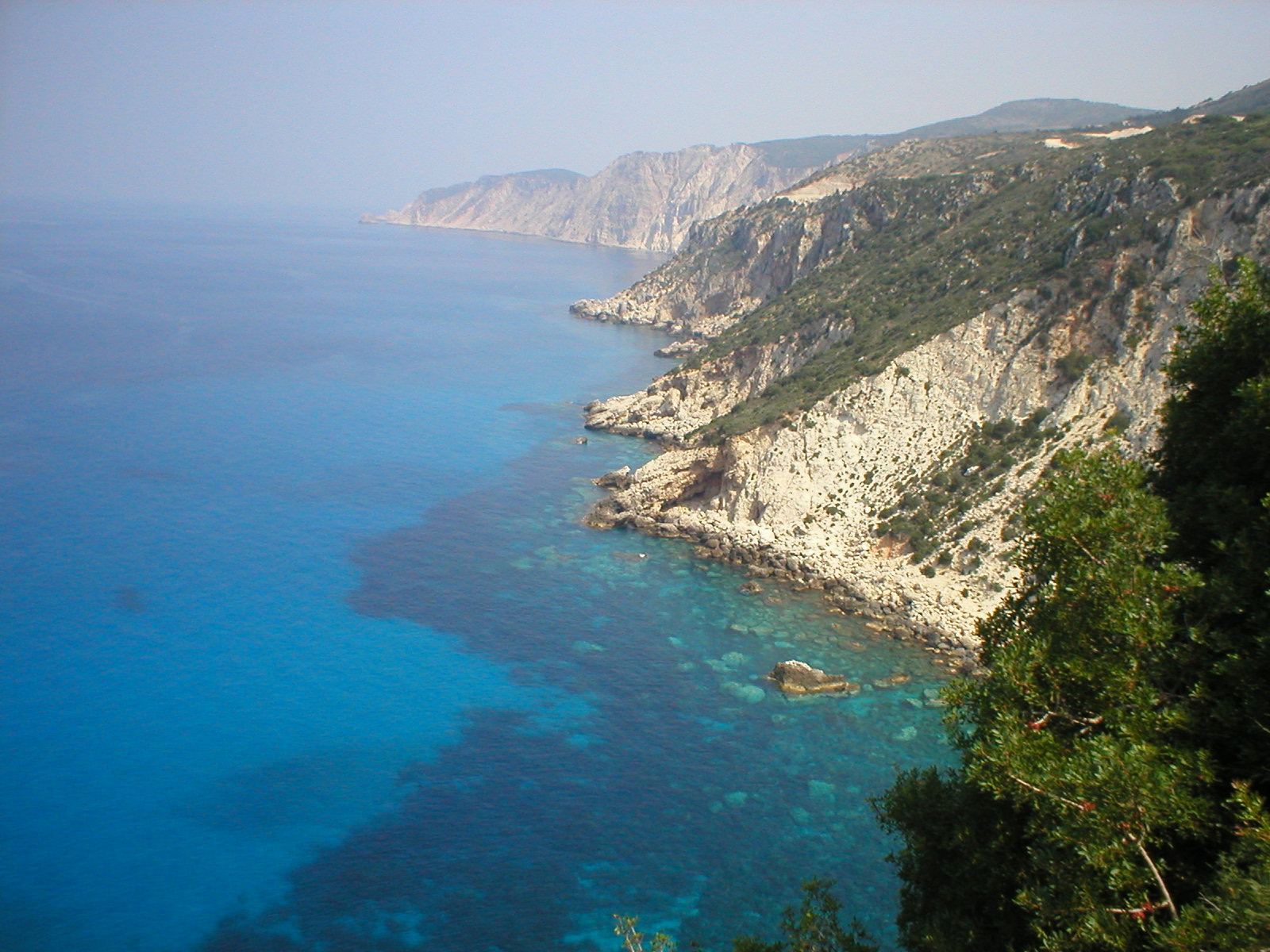
Joniska havet i Kefalonia, Grekland.
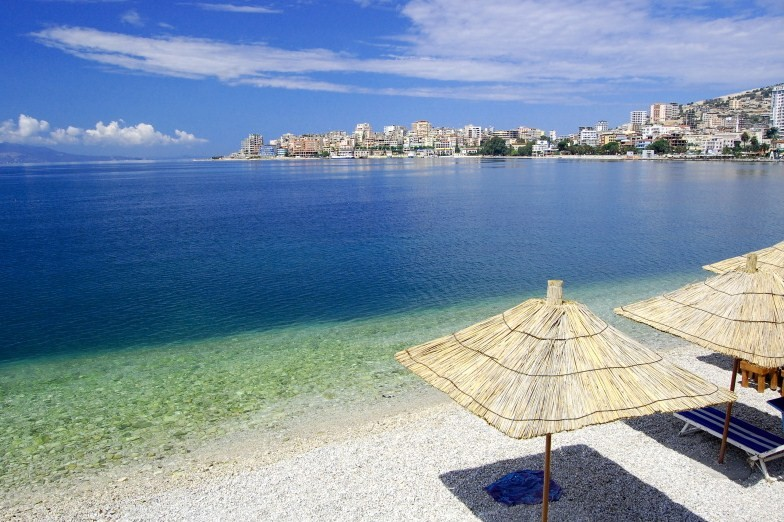
Turistorten Saranda i Joniska havet
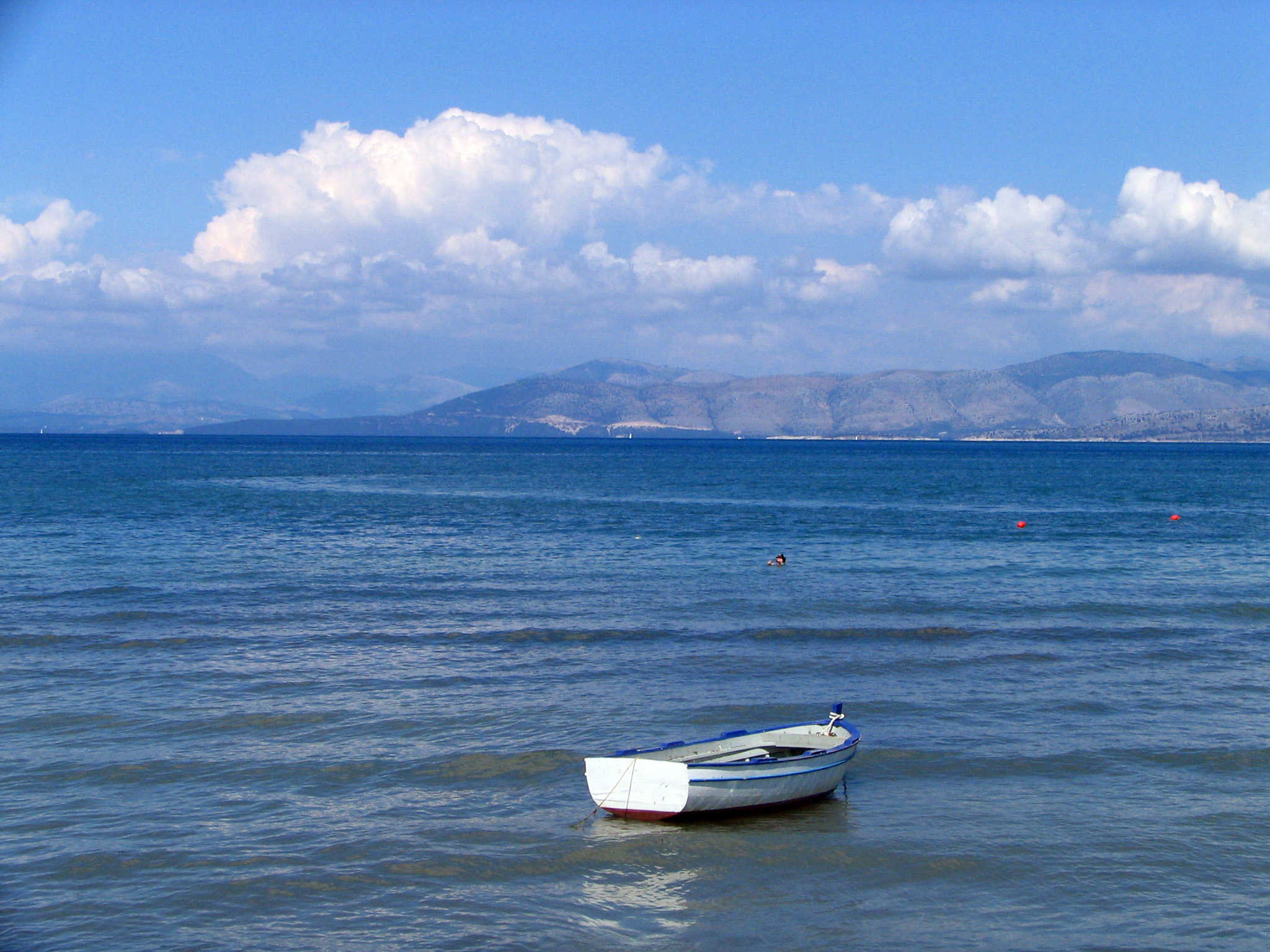
Albanska fastlandet, vy från Korfu.